# Herb gminy Buczkowice
Herb gminy Buczkowice – symbol gminy Buczkowice, ustanowiony 22 sierpnia 2001.

## Wygląd i symbolika
Herb przedstawia na tarczy w polu białym dzielonej w krzyż w górnej części czarny napis „GMINA BUCZKOWICE”, natomiast w poszczególnych polach herby sołectw gminy z nazwami miejscowości, pochodzące z XIX-wiecznych pieczęci: w polu pierwszych herb Buczkowic (na tarczy w polu zielonym trzy żółte ośmioramienne gwiazdy w słup), w polu drugim herb Rybarzowic (na tarczy w polu żółtym dwie wygięte ryby głowami w górę), w polu trzecim herb Godziszki (na tarczy w polu niebieskim trzy czerwone serca), natomiast w polu czwartym herb Kalnej (na tarczy w polu beżowym trójkątną kłódkę).